# Річковий провулок (Мелітополь)
Річковий провулок — провулок у Мелітополі. Йде від вулиці Павла Сивицького до Річкової вулиці і продовжується далі в напрямку дач. Від вулиці Павла Сивицького до вулиці Олександра Невського провулком проходить автодорога М14 «Одеса – Мелітополь – Новоазовськ». Забудований приватними будинками.

## Назва
Назва провулка пов'язана з річкою Молочною, яка протікає в кількох сотнях метрах від кінця провулка.
Поруч знаходиться Річкова вулиця, яка до 1957 року також називалась Річним провулком (ще до створення нинішнього провулка Річного).

## Історія
Назва провулку присвоєна 21 жовтня 1965 року.